# Franciszek Kalfas
Franciszek Kalfas (ur. 21 maja 1898 w Cięcinie, zm. 17 listopada 1968 w Krakowie) – rzeźbiarz, projektant porcelany.

## Życiorys
W latach 1920–1922 kształcił się w Państwowej Szkole Przemysłu Drzewnego w Zakopanem. W latach 1922–1927 studiował w Państwowej Szkole Sztuk Zdobniczych i Przemysłu Artystycznego w Krakowie, gdzie uczęszczał na zajęcia w pracowni Jana Raszki. 
Po ukończeniu studiów został na macierzystej uczelni na stanowisku asystenta prowadząc zajęcia z kompozycji brył i płaszczyzn, a w latach 1929–1930 dodatkowo z rzeźby w drewnie i kamieniu. Od 1928 roku należał do Zrzeszenia Artystów Plastyków „Zwornik”, zaczął wystawiać swoje prace. W 1929 wziął udział w Powszechnej Wystawie Krajowej w Poznaniu wystawiając tam cztery rzeźby (m.in. "Mistrz Twardowski na księżycu") i zdobywając nagrodę za rzeźbę Kraka dla pawilonu miasta Krakowa. W 1931 wziął udział w Międzynarodowej Wystawie Sztuki Religijnej w Padwie. 
W latach 1930 do 1934 roku był nauczycielem kontraktowym, następnie etatowym na Wydziale Rzeźby Akademii Sztuk Pięknych. W 1931 wykonał płaskorzeźby do ołtarza głównego w Kościele Najświętszego Serca Pana Jezusa w Krakowie. W latach 30. związał się także z Fabryką Porcelany w Ćmielowie dla której tworzył projekty figurek i naczyń oraz dekoracje na fasadach dwóch krakowskich kamienic będących własnością fabryki. 
W 1939 zdobył nagrodę honorową prezydenta RP Ignacego Mościckiego za rzeźbę w brązie „Mistrz świata”, którą otrzymał złoty medalista w skokach narciarz niemiecki Joseph Bradl. W czasie II wojny światowej w latach 1942–1944 Kalfas ukrywał się w fabryce porcelany w Ćmielowie, gdzie był projektantem i kierownikiem artystycznym. Wykonane wówczas 24 projekty zaprezentowano na wystawie w Krakowie w 1945, po wojnie artysta nie wrócił już do pracy z porcelaną. W 1945 wykonał figurę „Macierzyństwo” będącą obecnie w zbiorach Muzeum Narodowego w Krakowie.
W 1958 wykonał projekt figurki Żaka na zlecenie krakowskich rzemieślników. Figurka stoi na placu Mariackim wieńcząc fontannę, którą zaprojektował Jan Budziłło. W tym samym czasie wykonał naturalnej wielkości kamienną rzeźbę Chrystusa zdobiącą grobowiec rodziców Franciszki i Floriana Kalfasów na cmentarzu w Cięcinie. W 1960 wykonał model figury Matki Bożej Płaczącej w bazylice w Dębowcu.

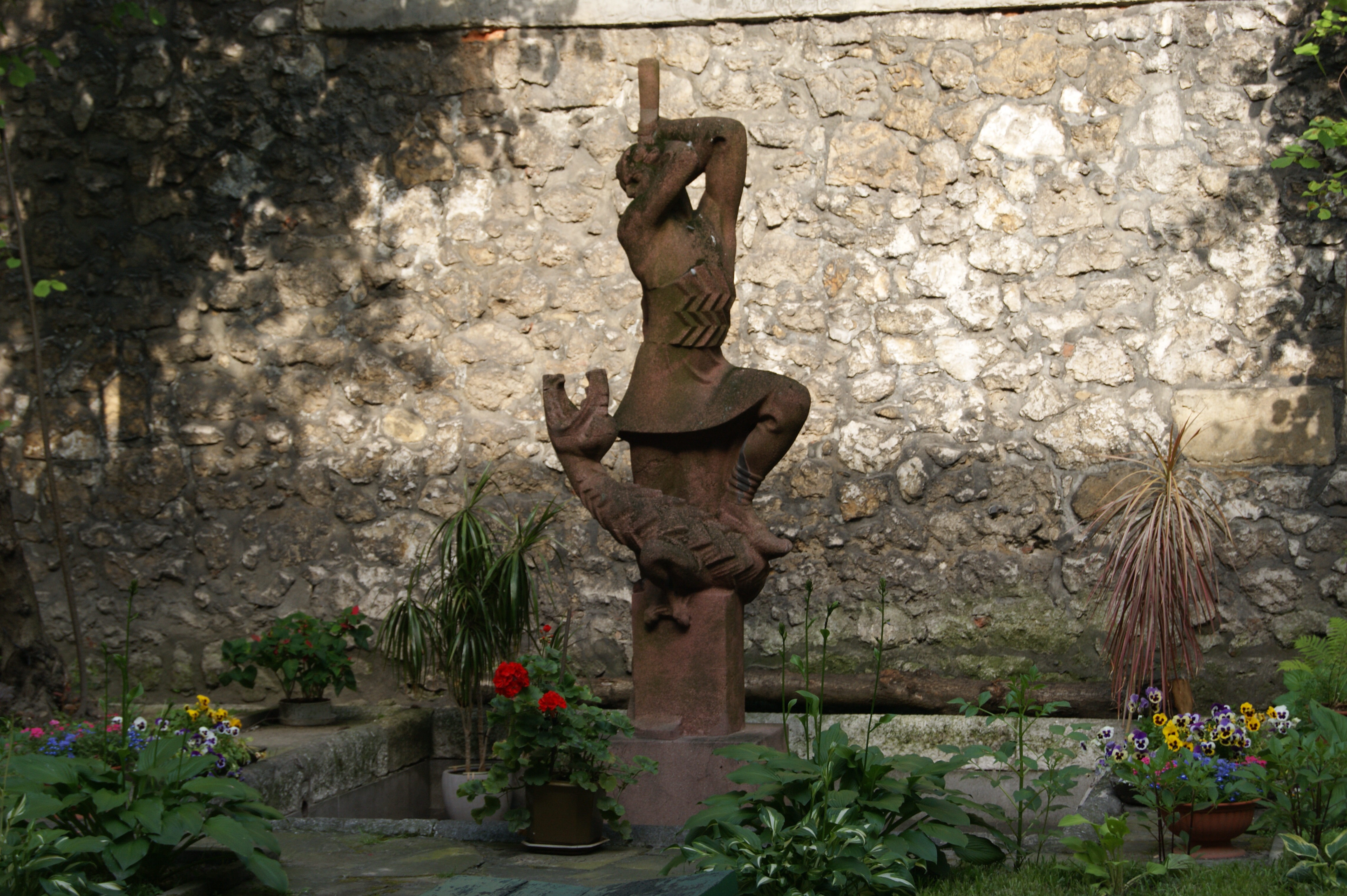
Pomnik Kraka na dziedzińcu Archiwum Narodowego, Kraków ul. Sienna 16, 1929.
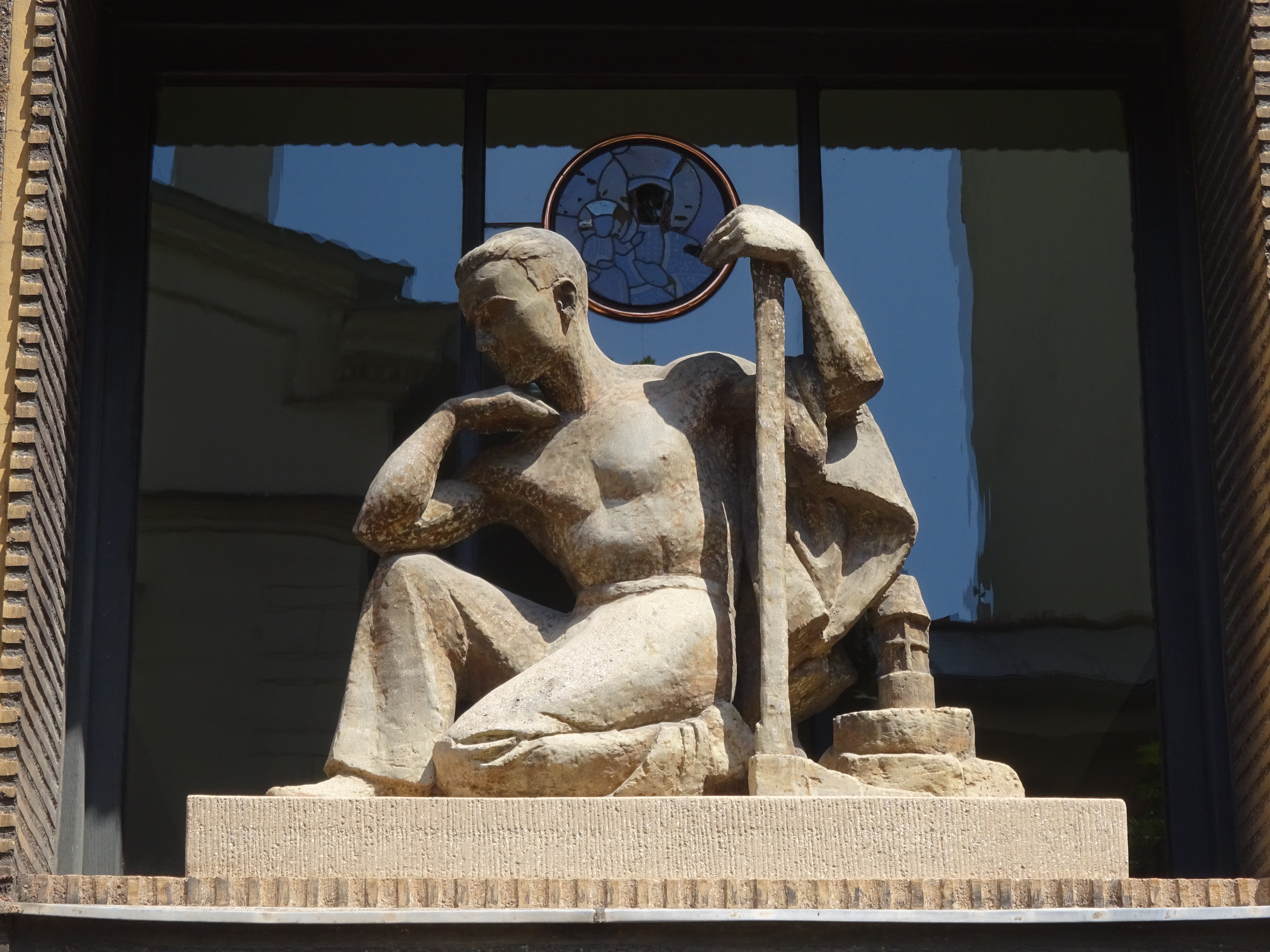
Rzeźba Górnika Kamienica Fabryki Ćmielów, Kraków ul. Biskupia 9-11, 1937-1938
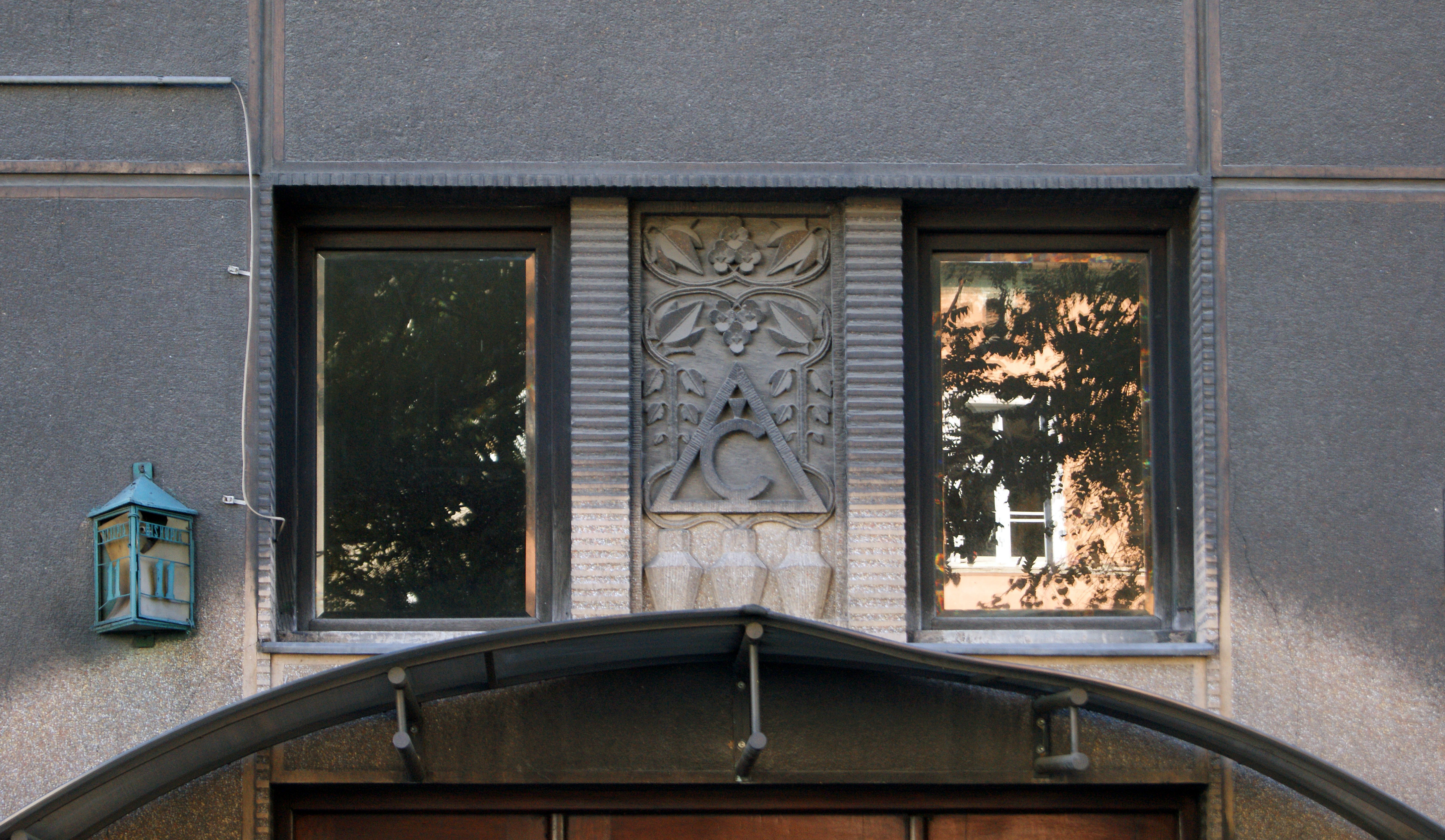
Logo Zakładów Porcelany Ćmielów Kamienica Fabryki Ćmielów, Kraków ul. Biskupia 9-11, 1937-1938
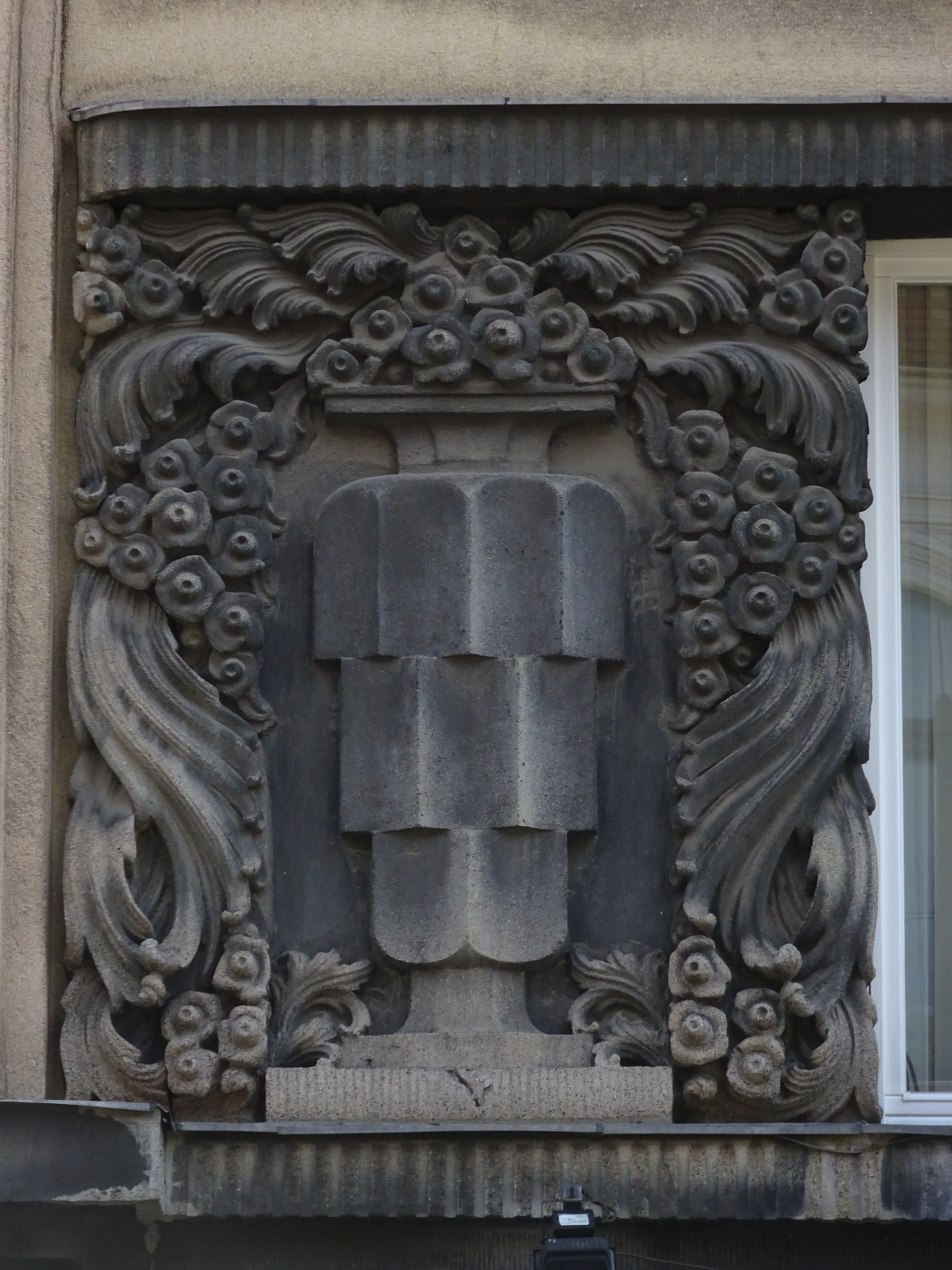
Jedna z płaskorzeźb, przedstawiających wazon z kwiatami Kamienica Fabryki Ćmielów, Kraków pl. Matejki 2, 1938-1940
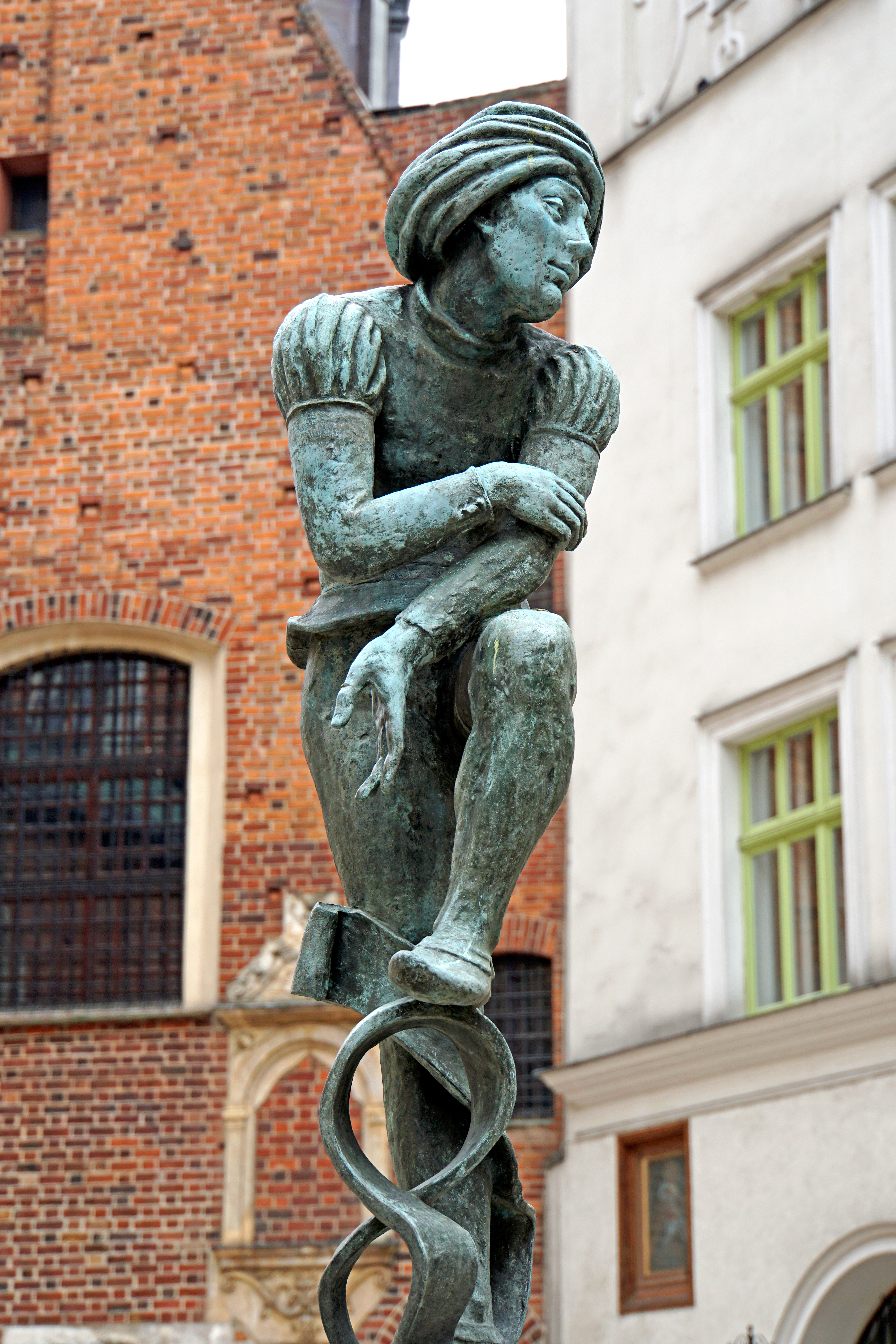
Figurka Żaka na fontannie Kraków pl. Mariacki, 1958
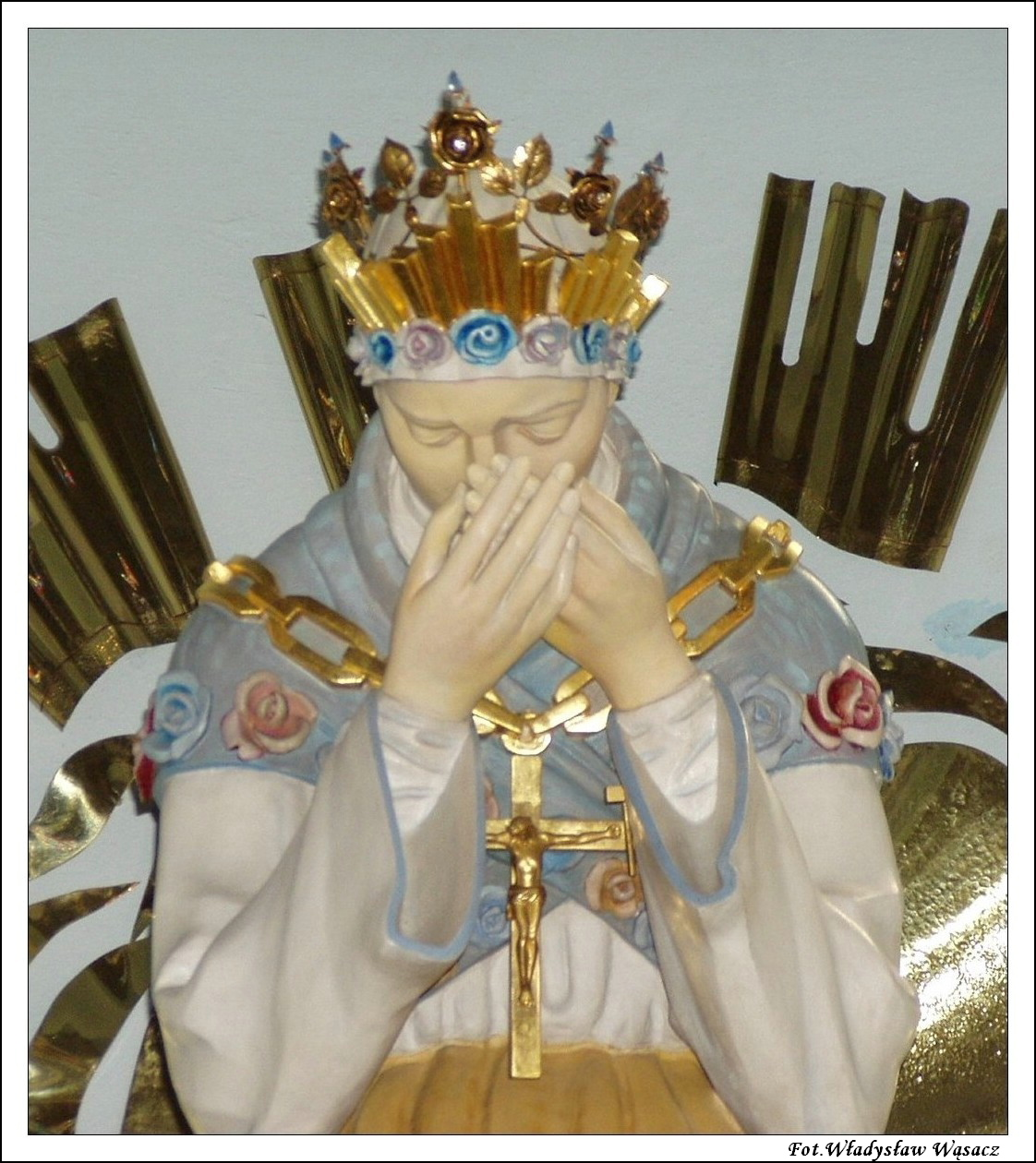
Figurka Matki Boskiej Bazylika w Debowcu, 1960